# Rafael Silva
Rafael Silva (São Paulo, 4 april 1992) is een Braziliaans voetballer.

## Carrière
Silva begon zijn carrière in 2012 bij Coritiba FC. In 2012 haalde de ploeg de finale van de Copa do Brasil. Silva speelde tussen 2013 en 2014 voor FC Lugano. Hij tekende in 2014 bij Albirex Niigata. In 3 jaar speelde hij er 47 competitiewedstrijden en scoorde 19 goals. Hij tekende in 2017 bij Urawa Red Diamonds. In 2017 werd de AFC Champions League gewonnen. Hij tekende in 2018 bij Wuhan FC. In 2022 keerde hij terug naar Brazilië waar hij voor Cruzeiro EC ging spelen.